# Зайцев, Иван Григорьевич
Иван Григорьевич Зайцев (белор. Іван Рыгоравіч Зайцаў; 1916—1952) — советский военнослужащий, снайпер 515-го стрелкового полка 134-й стрелковой дивизии 69-й армии 1-го Белорусского фронта, сержант.

## Довоенная биография
Иван Григорьевич Зайцев родился в деревне Малый Хотимск Костюковичского района Могилёвской области Белоруссии в крестьянской семье. По национальности — белорус. Окончил 4 класса. После окончания школы работал в колхозе.
В 1941 году был призван в ряды РККА. На фронте — с июля 1941 года. Был дважды ранен, но каждый раз возвращался в боевой строй.
Снайпер 515-го стрелкового полка (134-я стрелковая дивизия, 69-я армия, 1-й Белорусский фронт) ефрейтор Иван Зайцев с 20 августа по 11 сентября 1944 года, находясь на позиции в 15 километрах восточнее города Зволень (Польша), умело выбирал позиции и из снайперской винтовки уничтожил 19 вражеских солдат.
За мужество и отвагу, проявленные в боях, ефрейтор Иван Григорьевич Зайцев 5 октября 1944 года награждён орденом Славы 3-й степени.
16 января 1945 года в районе населённого пункта Наталии, расположенного в 8 километрах западнее польского города Радом, ефрейтор Зайцев из снайперской винтовки поразил 12 немецких солдат и офицеров.
17 января 1945 года снайпер Иван Зайцев с группой бойцов скрытно подобрался к опорному пункту вражеской артиллерийской батареи. Неожиданно открыв огонь, советские солдаты перебили расчеты и захватили две пушки противника.
За мужество и отвагу, проявленные в боях, Иван Григорьевич Зайцев 13 февраля 1945 года награждён орденом Славы 2-й степени.
17-18 апреля 1945 года в бою близ города Лебус и населённого пункта Мальнов (Германия) снайпер Иван Зайцев поразил 17 солдат противника.
22 апреля 1945 года в бою у безымянной высоты северо-западнее города Франкфурт-на-Одере (Германия) сержант Иван Зайцев первым поднялся в атаку и лично уничтожил 8 солдат противника.
Указом Президиума Верховного Совета СССР от 15 мая 1946 года «за образцовое выполнение заданий командования в боях с немецко-фашистскими захватчиками» сержант Иван Григорьевич Зайцев награждён орденом Славы 1-й степени, став полным кавалером ордена Славы.
В 1946 году И. Г. Зайцев был демобилизован. Он вернулся в родную деревню, где всю жизнь проработал в колхозе. Скончался 15 июля 1952 года.

## Награды
- Орден Славы 3-й степени (15 мая 1944) — за мужество и отвагу, проявленные в боях
- Орден Славы 2-й степени (22 сентября 1944) — за мужество и отвагу, проявленные в боях
- Орден Славы 1-й степени (10 апреля 1944) — за образцовое выполнение заданий командования в боях с немецко-фашистскими захватчиками
- Медали